# Jelena Afanasjeva
Jelena Aleksandrovna Afanasjeva (rusko Елена Александровна Афанасьева), ruska atletinja, * 1. marec 1967, Kulebaki, Sovjetska zveza.
Nastopila je na poletnih olimpijskih igrah leta 1996 ter dosegla peto mesto v teku na 800 m. V tej disciplini je na svetovnih prvenstvih osvojila srebrno medaljo medaljo leta 1997, kot tudi na svetovnih dvoranskih prvenstvih leta 1995, na evropskih prvenstvih naslov prvakinje leta 1998, na evropskih dvoranskih prvenstvih pa bronasto medaljo leta 1992.